# تاریکویدار
تاریکویدار (انگلیسی: Tariquidar) یک مهارکننده P-گلیکوپروتئین است که به عنوان درمان کمکی در برابر مقاومت چند دارویی در سرطان تحت تحقیق است.